# Omar Pérez (Fußballspieler, 1981)
Omar Sebastián Pérez Marcos (* 29. März 1981 in Santiago del Estero) ist ein ehemaliger argentinischer Fußballspieler. Der offensive Mittelfeldspieler gewann drei Mal die Copa Libertadores und ein Mal die Copa Sudamericana. Zudem wurde er fünf Mal nationaler Meister.

## Karriere
Omar Pérez begann seine Profikarriere 2000 bei den Boca Juniors, bei denen er nach einiger Zeit Stammspieler wurde, diesen Status jedoch nach einer Knieverletzung verlor. Mitte 2003 wechselte er zum CA Banfield, nachdem er mit Boca drei Mal die Copa Libertadores und einmal den Weltpokal gewonnen hatte. Im Jahr 2004 unterschrieb er bei Atlético Junior einen Vertrag und wurde Meister der Finalización 2004. In der Copa Libertadores 2005 schied Junior gegen die Boca Juniors aus. In der zweiten Jahreshälfte 2005 wurde Pérez an die Jaguares de Chiapas aus Mexiko verliehen, kam jedoch nicht über die Rolle des Ersatzspielers hinaus und kehrte zu Junior zurück. Dort konnte er allerdings nicht mehr an seine Leistungen von vor der Leihe anknüpfen und wechselte 2007 zu Real Cartagena. Dort und bei Independiente Medellín 2008 blieb er nur jeweils ein Jahr und kam dann zu Independiente Santa Fe, wo er in acht Jahren große Erfolge erlebte. Drei Meisterschaften, ein Pokalsieg und drei Supercupsiege feierte Pérez auf nationaler Ebene. Dazu kommen die Titel der Copa Sudamericana 2015 und Copa Suruga Bank 2016. Im Jahr 2018 verließ er den Klub in Richtung Patriotas Boyacá, kehrte aber nach einem Jahr zurück, um seine Karriere bei Santa Fe zu beenden.

## Erfolge
Boca Juniors
- Argentinischer Meister: 2000-A
- Copa-Libertadores-Sieger: 2000, 2001, 2003
- Weltpokalsieger: 2000

Atlético Junior
- Kolumbianischer Meister: 2004-II

Independiente Santa Fe
- Kolumbianischer Meister: 2012-I, 2014-II, 2016-II
- Kolumbianischer Pokalsieger: 2009
- Kolumbianischer Supercup-Sieger: 2013, 2015, 2017
- Copa-Sudamericana-Sieger: 2015
- Copa-Suruga-Bank-Sieger: 2016